# Живри (Јон)
Живри (фр. Givry) насеље је и општина у источном делу централне Француске у региону Бургоња, у департману Јон која припада префектури Авалон.
По подацима из 2011. године у општини је живело 176 становника, а густина насељености је износила 20,88 становника/km². Општина се простире на површини од 8,43 km². Налази се на средњој надморској висини од 138 метара (максималној 299 m, а минималној 132 m).

## Демографија
| 1962. | 1968. | 1975. | 1982. | 1990. | 1999. | 2011. |
| ----- | ----- | ----- | ----- | ----- | ----- | ----- |
| 226   | 253   | 194   | 204   | 166   | 195   | 176   |

График промене броја становника у току последњих година